# Elaeidinae
Elaeidinae es una subtribu de plantas con flores perteneciente a la subfamilia Arecoideae dentro de la familia Arecaceae. Tiene los siguientes géneros.

## Géneros
Según GRIN
- Alfonsia Kunth = Elaeis Jacq.
- Barcella (Trail) Trail ex Drude
- Corozo Jacq. ex Giseke = Elaeis Jacq.
- Elaeis Jacq.